# Warner Bros. Entertainment Italia
Warner Bros. Entertainment Italia S.p.A. è la filiale italiana della Warner Bros.
Fondata nel 1968, si occupa di produzione, distribuzione e marketing di contenuti cinematografici, televisivi, home video, giochi, prodotti di consumo e licensing nel mercato.
Da settembre 2011 all'aprile 2022 il presidente e AD della società fu Barbara Salabè, da aprile a giugno 2022 Thomas J. Ciampa. Attualmente, Alessandro Araimo è amministratore delegato. 

## Attività

### Cinema
Dal 1987 al 1992 la Warner Bros. distribuiva nelle sale italiane i film della Disney.
Dal 1º luglio 2011 ha distribuito nelle sale italiane i film della Sony Pictures Entertainment fino al 2023, quando Eagle Pictures è subentrata a Warner nella distribuzione cinematografica dei film marchiati Sony Pictures.
Da novembre 2022 distribuisce nelle sale italiane i film della Metro-Goldwyn-Mayer.

### Home video
Dal 1999 al 2001 distribuì in DVD alcuni film della Disney.
Dal 2012 ha distribuito sul mercato home video i film prodotti e distribuiti per il cinema dalla Medusa Film fino al 2021, quando Eagle Pictures è subentrata a Warner nella distribuzione in home video dei film marchiati Medusa.
Dal 2016 al 2020 ha distribuito sul mercato home video anche i film della 20th Century Fox.
Dal 2021 ha distribuito sul mercato home video anche i film della Universal Pictures in seguito alla fusione delle divisioni home video italiane di Warner e Universal fino al 2024, quando Plaion ha acquisito i diritti di distribuzione home video dei film Universal nel mercato italiano.

## Produzioni italiane
- Il mondo di notte, regia di Luigi Vanzi (1960)
- Il mondo di notte numero 2, regia di Gianni Proia (1961)
- La smania addosso, regia di Marcello Andrei (1962)
- Il mondo di notte nº 3, regia di Gianni Proia (1963)
- I bastardi, regia di Duccio Tessari (1968)
- La moglie del prete, regia di Dino Risi (1970)
- I picari, regia di Mario Monicelli (1987)
- Splendor, regia di Ettore Scola (1989)
- Che ora è, regia di Ettore Scola (1989)
- Mortacci, regia di Sergio Citti (1989)
- Un orso chiamato Arturo, regia di Sergio Martino (1992)
- I mitici - Colpo gobbo a Milano, regia di Carlo Vanzina (1994)
- Senza movente, regia di Luciano Odorisio (1999)
- Febbre da cavallo - La mandrakata, regia di Carlo Vanzina (2002)
- Ma che colpa abbiamo noi, regia di Carlo Verdone (2003)
- Perdutoamor, regia di Franco Battiato (2003)
- 13dici a tavola, regia di Enrico Oldoini (2004)
- Tre metri sopra il cielo, regia di Luca Lucini (2004)
- L'uomo perfetto, regia di Luca Lucini (2005)
- Romanzo criminale, regia di Michele Placido (2005)
- La cura del gorilla, regia di Carlo Arturo Sigon (2006)
- Ho voglia di te, regia di Luis Prieto (2007)
- Amore, bugie & calcetto, regia di Luca Lucini (2008)
- I mostri oggi, regia di Enrico Oldoini (2009)
- Ti presento un amico, regia di Carlo Vanzina (2010)
- La bellezza del somaro, regia di Sergio Castellitto (2010)
- La peggior settimana della mia vita, regia di Alessandro Genovesi (2011)
- Ti stimo fratello, regia di Paolo Uzzi e Giovanni Vernia (2012)
- È nata una star?, regia di Lucio Pellegrini (2012)
- Il comandante e la cicogna, regia di Silvio Soldini (2012)
- Il peggior Natale della mia vita, regia di Alessandro Genovesi (2012)
- La migliore offerta, regia di Giuseppe Tornatore (2012)
- Studio illegale, regia Umberto Carteni (2013)
- Tutti contro tutti, regia di Rolando Ravello (2013)
- Un boss in salotto, regia di Luca Miniero (2014)
- Noi e la Giulia, regia di Edoardo Leo (2015)
- Una piccola impresa meridionale, regia di Rocco Papaleo (2013)
- La solita commedia - Inferno, regia di Fabrizio Biggio, Francesco Mandelli e Martino Ferro (2015)
- Loro chi?, regia di Francesco Micciché, Fabio Bonifacci (2015)
- Assolo, regia di Laura Morante (2016)
- Se mi lasci non vale, regia di Vincenzo Salemme (2016)
- Onda su onda, regia di Rocco Papaleo (2016)
- Poveri ma ricchi, regia di Fausto Brizzi (2016)
- I peggiori, regia di Vincenzo Alfieri (2017)
- Moglie e marito, regia di Simone Godano (2017)
- Napoli velata, regia di Ferzan Özpetek (2017)
- Poveri ma ricchissimi, regia di Fausto Brizzi (2017)
- Uno di famiglia, regia di Alessio Maria Federici (2018)
- Succede, regia di Francesca Mazzoleni (2018)
- La prima pietra, regia di Rolando Ravello (2018)
- Il testimone invisibile, regia di Stefano Mordini (2018)
- Attenti al gorilla, regia di Luca Miniero (2019)
- Croce e delizia, regia di Simone Godano (2019)
- La dea fortuna, regia di Ferzan Özpetek (2019)
- Me contro Te - Il film: La vendetta del Signor S, regia di Gianluca Leuzzi (2020)
- Lasciami andare, regia di Stefano Mordini (2020)
- In vacanza su Marte, regia di Neri Parenti (2020)
- Non mi uccidere, regia di Andrea De Sica (2021)
- Me contro Te - Il film: Il mistero della scuola incantata, regia di Gianluca Leuzzi (2021)
- La scuola cattolica, regia di Stefano Mordini (2021)
- 7 donne e un mistero, regia di Alessandro Genovesi (2021)
- Me contro Te - Il film: Persi nel tempo, regia di Gianluca Leuzzi (2022)
- Sulle nuvole, regia di Tommaso Paradiso (2022)
- L'immensità, regia di Emanuele Crialese (2022)
- Il mammone, regia di Giovanni Bognetti (2022)
- Tre di troppo, regia di Fabio De Luigi (2023)
- Me contro Te - Il film: Missione giungla, regia di Gianluca Leuzzi (2023)
- Me contro Te - Il film: Vacanze in Transilvania, regia di Gianluca Leuzzi (2023)
- Home Education - Le regole del male, regia di Andrea Niada (2023)
- Me contro Te - Il film: Operazione spie, regia di Gianluca Leuzzi (2024)
- Come far litigare mamma e papà, regia di Gianluca Ansanelli (2024)
- Me contro Te - Il film: Cattivissimi a Natale, regia di Claudio Norza (2024)
- Una terapia di gruppo, regia di Paolo Costella (2024)
- E poi si vede, regia di Giovanni Calvaruso (2025)
- Primavera, regia di Damiano Michieletto (2025)

## Loghi

Logo usato dal 1953 al 1967 e 1984 al 2019
Logo usato dal 2019 al 2023
Logo in uso dal 2023